# Енимъл Рескю София
Енимъл Рескю София (на английски: Animal Rescue Sofia) е организация за защита на животните, създадена за подпомагане на решаването на проблемите на бездомните кучета в София.
Организацията се основава и управлява от доброволци, стартирали от интернет форум през 2009 г., като се издържа изцяло от дарения.

## Дейности

### Общински приют „Богров“
През април 2010 г. Столична община предоставя за стопанисване на Енимъл Рескю София общински приют „Богров“, считан за най-големия общински приют в България по това време с капацитет 500 кучета. През юли се регистрира клиника и започва кастрационна програма. Имотът, на който се намира общински приют „Богров“, е частен и е нает от Столична община. През 2013 г. той става собственост на банка впоследствие на ипотека и кметството решава да не подновява наема. Като резултат, общински приют „Богров“ затваря. Според организацията осиновените кучета са 2500, а кастрираните – 5700.
Малко преди това – през ноември 2012 г., в непосредствена близост е отворен приют „Горни Богров“ с по-голям капацитет – 1500 кучета. Той се стопанисва от общинско предприятие „Екоравновесие“.

### Приют за кучета „Фермата“
След прекъсването на общински приют „Богров“, през януари 2014 г. Енимъл Рескю София започва нов проект, наречен „Фермата“. Целта е да се създаде неправителствен приют за кучета на територията от 6 декара, който да може да побере около 200 кучета в 46 клетки.
Като част от проекта е предвидена и клиника „Франциска“, кръстена на Св. Франциск.
През 2015 г. организацията обявява „Щастлива зона“ – 6 двора предназначени за зона за свободни игри и разходки, с цел подобряване на условията на живот на кучетата в приюта.